# Подгальские говоры
Подга́льские го́воры — одна из групп говоров малопольского диалекта, занимающая территорию Подгалья. Говоры разделяют множество диалектных черт с другими говорами юга Малой Польши, например, с живецкими или сондецкими. Но больше всего походят на соседние спишские и оравские говоры.

## Фонетика
Для говоров Подгалья характерно распространение следующих фонетических черт:
- мазурение, или неразличение свистящих и шипящих;
- произнесение ауслаутного «ch» как «k»;
- согласный «k» в положении перед «t» переходит в «f»;
- так называемый подгальский архаизм, то есть произношение типа c’isty, z’icie, chłopc’i, отграничивающее подгальский говор от соседних;
- переход группы ił в ył или eł с сохранением смягчения предшествующего гласного.;
- начальное ударение, как в чешском или словацком языках;
- дифтонгизация неконечного «o»;
- переход старопольского а узкого в «o», которое не подвергается дифтонгизации;
- сохранение старопольского произношения узкого о (как звука среднего между «о» и «u»);
- в речи старшего поколения ł сохраняет ещё латеральное лабиовелярное качество (как в русском языке);
- у старшего поколения также ещё можно услышать мягкое l' (как в русском языке).

## Морфология
В подгальских говорах отмечаются такие особенности в морфологии, как:
- окончание -ek; -ak в формах 1-го лица единственного числа прошедшего времени (реликт аориста), например, miołek (ср. лит. miałem — рус. я имел);
- окончание -me в 1-м лице множественного числа : robime (ср. лит. robimy);
- местоимение ty в родительном и винительном падежах принимает форму tobié (при лит. ciebie) например, jo tobié nie widzem (лит. ja ciebie nie widzę — рус. я тебя не вижу);
- формы с choć- (произносимым как huoć либо huoj)) вместо литературного -kolwiek в неопределённых местоимениях: choćkie (ср. лит. kiedykolwiek), chojco (choć-co при лит. cokolwiek), chojto (choć-kto при лит. ktokolwiek), choćka, choćkany (ср. лит. gdziekolwiek);
- частица nie при глаголах móc и mieć принимает вид ni, например, nimogem, nimom, nimiołek (ср. лит. nie mogę, nie mam, nie miałem — рус. не могу, рус. не имею, рус. я не имел);
- употребление в качестве формы вежливости множественного числа, а не описательной конструкции с обращением Pan/Pani.